# Ferdinand II. Hohenstein
Ferdinand II. Hohenstein (polsky Ferdynand I. Hohenstein) (* 1681 nebo 1682 – 3. dubna 1706) – byl jediný syn druhého barona von Hohenstein Ferdinanda I. a baronky Anny Johany Closen von Haidenburg (1655–1720).

## Život
Zde šlo o skutečně posledního mužského potomka těšínských Piastovců.
Po smrti otce Ferdinanda I. Hohenstein zdědil rovněž titul barona a taktéž mu byla přiznána renta ve výši 400 guldenů ročně. V době, kdy zemřel jeho otec byl ještě nezletilý, poručnictví získala jeho matka a později otčím, když se jeho matka opět provdala. – Dne 1. března 1693, v Bratislavě, za Johana Wilhelma von Walterskirchen zu Wolfsthal.
Ferdinand II. od útlého věku trpěl na padoucnici.
Nikdy nebyl ženat.

## Smrt
Ferdinand II. zemřel ve věku 24 let na padoucnici. Je pravděpodobně pohřben v Bratislavě.

## Dynastie

### Memento
Pokud by byla uznána větev von Hohenstein za pokračování dynastie Piastovců, pak jeho smrtí vymřeli piastovci po meči.

### Pokrevní linie
Pokrevní linie, které dokazuje původ Ferdinand II. Hohenstein od prvního Piastovce, legendárního zakladatele dynastie:
1. Chościsko (podle Galluse Anonymuse)
2. Piast (9. století)
3. Siemovít (snad cca 870–do asi 900)
4. Lestek (?–930/940)
5. Siemomysł (?–960)
6. Měšek I. (935–992)
7. Boleslav Chrabrý (966/967–1025)
8. Měšek II. Lambert (990–1034)
9. Kazimír I. Obnovitel (1016–1058)
10. Vladislav I. Herman (1042/1044–1102)
11. Boleslav III. Křivoústý (1086–1138)
12. Vladislav II. Vyhnanec (1105–1159)
13. Měšek I. Křivonohý (před 1146–1211)
14. Kazimír I. Opolský (1178/1179–1230)
15. Władysław opolski (okolo 1225–1281/1282)
16. Mieszko cieszyński (1251/1252–okolo 1315)
17. Kazimír I. Těšínský (2. polovina 13. století –1360)
18. Přemysl I. Nošák (1332/1336–1410)
19. Boleslav I. Těšínský (po 1363–1431)
20. Boleslav II. Těšínský (okolo 1428–1452)
21. Kazimír II. Těšínský (okolo 1449–1528)
22. Václav II. Těšínský (1488/1496–1524)
23. Václav III. Adam Těšínský (1524–1579)
24. Adam Václav Těšínský (1574–1617)
25. Václav Gottfried z Hohensteinu (1602/1618–po 1672)
26. Ferdinand I. Hohenstein (po 1640–před 1693)
27. Ferdinand II. Hohenstein (1681/1682–1706)